# Niva Dyje
Niva Dyje este o arie protejată (sit de importanță comunitară — SCI) din Republica Cehă întinsă pe o suprafață de 3.249,04 ha, integral pe uscat.

## Localizare
Centrul sitului Niva Dyje este situat la coordonatele 48°48′24″N 16°48′07″E / 48.806667°N 16.801944°E.

## Înființare
Situl Niva Dyje a fost declarat sit de importanță comunitară în aprilie 2005 pentru a proteja 11 specii de animale.

## Biodiversitate
Situată în ecoregiunea panonică, aria protejată conține 5 habitate naturale: Lacuri eutrofice naturale cu vegetație de tip Magnopotamion sau Hydrocharition, Fânețe de joasă altitudine (Alopecurus pratensis, Sanguisorba officinalis), Pajiști aluvionare inundabile, de Cnidion dubii, Păduri mixte riverane de Quercus robur, Ulmus laevis și Ulmus minor, Fraxinus excelsior sau Fraxinus angustifolia, de-a lungul marilor râuri (Ulmenion minoris), Păduri aluvionare cu Alnus glutinosa și Fraxinus excelsior (Alno-Padion, Alnion incanae, Salicion albae).
La baza desemnării sitului se află mai multe specii protejate:
- amfibieni (1): buhai de baltă cu burta roșie (Bombina bombina)
- mamifere (2): castor (Castor fiber), liliacul mic cu potcoavă (Rhinolophus hipposideros)
- nevertebrate (6): Anisus vorticulus, croitorul mare al stejarului (Cerambyx cerdo), Cucujus cinnaberinus, rădașcă (Lucanus cervus), fluturele purpuriu (Lycaena dispar), Osmoderma eremita
- pești (2): țipar (Misgurnus fossilis), boarță (Rhodeus amarus)